# Craubeekergroeve
De Craubeekergroeve is een groeve in Nederlands Zuid-Limburg in de gemeente Voerendaal. De ondergrondse groeve ligt ten zuidoosten van Craubeek in een steilrand aan de zuidoostelijke rand van het Centraal Plateau in de overgang naar het Ransdalerveld.
Op ongeveer 70 meter naar het zuidwesten de groeve Craoteloak, op ruim 225 meter naar het noordwesten ligt de groeve Auvermennekesloak, op ruim 400 meter naar het noordoosten ligt de Groeve Sevensprong en op ongeveer 400 meter naar het zuidoosten ligt de Groeve Kaardenbeek.

## Geschiedenis
De groeve is waarschijnlijk niet door blokbrekers ontgonnen, omdat de kwaliteit van de kalksteen uit de groeve te slecht was, waardoor ze niet gebruikt zou zijn voor de vervaardiging van bouwstenen, maar wel voor de productie van kalk waarmee boeren de akkers en velden konden bemergelen.

## Geologie
In de bodem van Craubeek bevindt zich dicht bij het oppervlak een relatief dunne laag van de Kalksteen van Emael (Maastrichtse Kalksteen) en daaronder zit een dik pakket Kunrader kalksteen. Beide kalksteenpakketten behoren tot de Formatie van Maastricht. De groeve is aangelegd in het bovenste deel van de bodem en daarmee mogelijk in de Kalksteen van Emael.
Op minder dan 400 meter naar het noordoosten ligt de Kunraderbreuk.